# Влаштування і обладнання кабінетів комп'ютерної техніки в навчальних закладах та режим праці учнів на персональних комп'ютерах (ДСанПіН)
Державні санітарні правила і норми «Влаштування і обладнання кабінетів комп'ютерної техніки в навчальних закладах та режим праці учнів на персональних комп'ютерах» (ДСанПіН 5.5.6.009-98)
Ці правила встановлюють:
- нормативи фізичних чинників, що створюються комп'ютерами при їх роботі,
- гігієнічні вимоги до проектування, виготовлення і експлуатації вітчизняних та експлуатації імпортних персональних комп'ютерів, що застосовуються в навчально-виховному процесі.

Правила містять вимоги до:
- умов розміщення та обладнання кабінетів комп'ютерної техніки в навчально-виховних і позашкільних закладах освіти,
- режиму праці дітей і підлітків на персональних комп'ютерах.

Правила поширюються на всі види персональних електронно-обчислювальних машин і їх складових частин (відеомонітори, системні блоки, клавіатуру, принтери та ін.) та ігрові комплекси, що сконструйовані на основі електронно-променевих трубок. 
Правила затверджені Постановою Головного державного санітарного лікаря України від 30.12.1998 № 9.

## Галузь застосування
Ці правила встановлюють гігієнічні вимоги до приміщень та нормативи чинників, що створюються комп'ютерами при їх роботі; гігієнічні вимоги до проектування, виготовлення і експлуатації вітчизняних та експлуатації імпортних персональних комп'ютерів, що застосовуються в навчально-виховному процесі в закладах освіти різних форм власності та інших закладах, що проводять комп'ютерні ігри для дітей і підлітків.
Це - обов'язковий для виконання нормативний документ, визначаючий критерії безпечного використання комп'ютерної техніки в навчально-виховному процесі дітей і підлітків. 
Порушення Державних санітарно-гігієнічних норм і правил приводить до дисциплінарної, адміністративної та кримінальної відповідальності у відповідності з діючим законодавством.

## Структура нормативного документа
Державні санітарно-гігієнічні норми і правила складаються із десяти розділів та трьох додатків:
1. Загальні положення
2. Вимоги до приміщень та розташування робочих місць з ПК
3. Вимоги до освітлення приміщень та робочих місць
4. Вимоги, що забезпечують захист учня від впливу іонізуючих та неіонізуючих електромагнітних полів та випромінювань
5. Вимоги до мікроклімату
6. Вимоги, що забезпечують захист учня від шуму та вібрації
7. Вимоги до візуальних ергономічних параметрів і конструкції персональних комп'ютерів
8. Вимоги до обладнання та організації робочого місця
9. Вимоги до організацій режиму праці учнів на персональних комп'ютерах

Додаток 1. Санітарний паспорт кабінету комп'ютерної техніки
Додаток 2. Перелік приладів, рекомендованих для вимірювання фізичних чинників (параметрів)
Додаток 3. Терміни і означення до розділу 7 (за ДСТУ 2574-84)
Нормативні посилання 

## Розробники
Правила розроблені науковцями Науково-дослідного інституту загальної та комунальної гігієни ім. О.М. Марзеєва УНГЦ МОЗ України, серед яких: Полька Надія Степанівна, Думанський Юрій Данилович, Акіменко Володимир Якович,  Єременко Галина Миколаївна, Вдовенко Алла Костянтинівна, Томашевська Людмила Анатоліївна, Віткін Сергій Володимирович, Гоц Олексій Володимирович, Вознесенський Сергій Олександрович, Семашко Петро Віталійович, Яригін Андрій Веніамінович, а також: Цибенко Тамара Олексіївна - Головне санітарно-епідеміологічне управління МОЗ України.
В розробці також брали участь
Зюбанова Лариса Федорівна, Будянська Елеонора Миколаївна - Державне підприємство Харківського науково-дослідного інституту гігієни праці та професійних захворювань; Заїка Любов Миколаївна, Зірник Зінаїда Володимирівна - Київське медичне територіальне об'єднання "Санепідслужба";
Безродний Марлен Соломонович - Вінницький НДІ "Інфракон"; Роздобудько Анатолій Іванович - Київське науково-виробниче об'єднання "Електронмаш".

## Сучасний стан
Міністерство освіти і науки України 26 листопада 2014 року інформувало Кабінет Міністрів України, що дані правила у зв'язку з розвитком інформаційно-комунікаційних технологій та впровадження їх в освітній процес, є застарілими та потребують перегляду.
Зверталася увага, у цих Правилах не передбачено використання в навчальних закладах бездротових телекомунікаційних стандартів (Wi-Fi, Bluetooth, WiMax, GSM, EDGE, CDMA, UMTS, LTE тощо); не враховано зміни в понятійно-термінологічному апараті інформаційно-комунікаційних технологій; можливості використання відео моніторів на основі технологій зі зниженим рівнем опромінення (зокрема LCD, LED, OLED, PDP, E-ink), тривимірних (3D) відеомоніторів; застосування пристроїв із сенсорним безклавіатурним управлінням та маніпуляторами типу "тачпад".
Потребують також перегляду норми безперервної роботи з екраном персонального комп'ютера для учнів різного віку; норми площі на одного учня, який працює з персональним обчислювальним пристроєм, ураховуючи ергономічні особливості та актуальні рівні опромінення, що створюється сучасними типами таких пристроїв.
Враховуючи зазначене МОН України просив КМУ доручити Міністерству охорони здоров'я, Державній санітарно-епідеміологічній службі, спільно з Міністерством освіти і науки розробити нові правила.